# شوهر متقلب
شوهر متقلب (به انگلیسی: Fraud Saiyaan) یک فیلم سینمایی هندی در ژانر کمدی-درام محصول سال ۲۰۱۹ به کارگردانی سورابا شریواستوا با بازی آرشاد وارسی، سراب شوکلا و سارا لورن است. مکان‌های فیلمبرداری شامل عبیدالله‌گنج، بوپال و بمبئی می‌باشد. موسیقی متن این آهنگ توسط سهیل سن ساخته شده‌است. این فیلم در ۱۸ ژانویه ۲۰۱۹ در سراسر جهان اکران شد.

## داستان
داستان حول محور شوهر ناپدید شده‌ای است که با زنان ثروتمند ازدواج می‌کند و بعد از ازدواج از ناپدید می‌شود.

## تولید
فیلمبرداری اصلی در اکتبر ۲۰۱۴ آغاز شد و تا ۲۰ دسامبر به پایان رسید. شخصیت ورزی در این فیلم ۱۳ همسر دارد.